# 愛しのロクサーヌ
『愛しのロクサーヌ』（いとしのロクサーヌ、Roxanne）は、1987年のアメリカ合衆国のロマンティック・コメディ映画。

## 概要
エドモン・ロスタンの『シラノ・ド・ベルジュラック』を元にしたロマンティック・コメディ。鼻が異常に大きいことで、意中の女性になかなか告白のできない純情男を、スティーヴ・マーティンが演じる。

## あらすじ
ワシントン州郊外の緑豊かな町ネルソンに住むチャーリーは、明るい性格と機転のきく頭脳で人々に愛される人気者だった。しかし、誰もが振り向く長すぎる鼻の持ち主で、鼻を笑う男は叩きのめし、女性との恋愛にはひどく消極的な男だった。
休暇で町にやって来る女性天文学者のロクサーヌ。短期間だけ彗星観察をする予定だが、慣れない借家の鍵がかかって締め出され、町の消防団に助けを求めた。消防団長として救助活動を行い、美しいロクサーヌに一目惚れするチャーリー。ロクサーヌもチャーリーの話術を楽しみ友人になったが、ロクサーヌの好みは知的で“見栄えの良い”男性だった。
ダイナーで見かけたハンサムなクリスに一目惚れするロクサーヌ。クリスもロクサーヌの美貌に夢中になった。クリスが新人の消防団員だと知ったロクサーヌから、目をかけてやって欲しいと頼まれるチャーリー。
チャーリーには麻酔薬ヘのアレルギーがあり、鼻の整形手術は受けられない身体だった。せめてロクサーヌの希望だけは叶えようと、クリスにラブレターを書かせるチャーリー。たが、クリスには全く文才がなく、話す内容も下世話すぎてロクサーヌには聞かせられなかった。
クリスの代わりにラブレターを書き、デートさせるために無線機を買うチャーリー。イヤホン越しに語るべきセリフを教える作戦だったが、緊張して下品な本性を出してしまい、ロクサーヌを怒らせるクリス。
クリスの代わりにラブレターを書き続け、自分の恋心を密かに伝えるチャーリー。チャーリーを親しい友人と考えているロクサーヌは、美しい言葉に満ちたラブレターを彼の前で褒めちぎった。複雑な心境に陥るチャーリー。
ロクサーヌのような大人の女性ではなく、身の丈に合ったサンディと恋に落ちるクリス。ロクサーヌも、ラブレターの主がチャーリーだと気がついた。覚悟を決めて本心を伝えるチャーリー。ロクサーヌもそんなチャーリーを笑顔で迎え入れた。

## スタッフ
- 製作総指揮・脚本：スティーヴ・マーティン
- 監督：フレッド・スケピシ
- 製作：マイケル・ラックミル、ダニエル・メルニック
- 原作：エドモン・ロスタン
- 撮影：イアン・ベイカー
- 音楽：ブルース・スミートン

## キャスト
| 役名           | 俳優                     | 日本語吹替 | 日本語吹替 |
| 役名           | 俳優                     | TBS版      | 機内上映版 |
| -------------- | ------------------------ | ---------- | ---------- |
| C・D・ベイルズ | スティーヴ・マーティン   | 石田太郎   | 樋浦勉     |
| ロクサーヌ     | ダリル・ハンナ           | 駒塚由衣   | 小宮和枝   |
| クリス         | リック・ロソヴィッチ     | 安原義人   | 田中秀幸   |
| ディキシー     | シェリー・デュヴァル     | 沢田敏子   | 宗形智子   |
| チャック       | ジョン・カペロス         | 池田勝     | 池田勝     |
| ディーブス町長 | フレッド・ウィラード     | 幹本雄之   | 屋良有作   |
| ディーン       | マックス・アレクサンダー | 広瀬正志   | 野田圭一   |
| アンディ       | マイケル・J・ポラード    | 中博史     | 神山卓三   |
| ロールストン   | スティーブ・ミットルマン | 喜多川拓郎 | 吉村よう   |
| ジェリー       | デイモン・ウェイアンズ   | 星野充昭   | 小室正幸   |
| トレント       | マット・ラッタンジー     | 荒川太郎   |            |
| サンディ       | シャンドラ・ベリ         | 小宮和枝   | 幸田直子   |
| デイブ         | ブライアン・ジョージ     | 秋元羊介   | 天地麦人   |
| ジム           | トム・カーリー           | 福田信昭   | 嶋俊介     |
| シンディ       | モーリーン・マーフィー   |            | 信沢三恵子 |
| ニーナ         | ジーン・シンクレア       | 巴菁子     | 牧章子     |
| ソフィー       | ブランチ・ルビン         |            | 沼波輝枝   |
| ピーター       | メイク・グラヴァス       |            | 坂本千夏   |

- TBS版吹き替え - 初回放送1992年6月10日『水曜ロードショー』

その他吹き替え -叶木翔子、磯辺万沙子
- 機内上映版 - 1987年制作。スターチャンネルにて2023年12月7日放送[2]